# فرودگاه دوریس لیک
فرودگاه دوریس لیک (به انگلیسی: Doris Lake Aerodrome) یک فرودگاه خصوصی است که یک باند فرود یخ دارد و طول باند آن ۲۴۰۶ متر است. این فرودگاه در کشور کانادا قرار دارد و در ارتفاع ۱۵ متری از سطح دریا واقع شده‌است.